# MWHS-3
3ème Escadron de Quartier Général (USMC)
Le Marine Wing Headquarters Squadron 3 (MWHS-3) est un escadron de commandement de l'United States Marine Corps pour le 3rd Marine Aircraft Wing basé à la Marine Corps Air Station Miramar en Californie

## Mission
La mission du Marine Wing Headquarters Squadron 3 est de fournir un soutien administratif et d'approvisionnement au quartier général de la 3e escadre aérienne du Corps des Marines.

## Historique

### Origine
Le MWHS63 a été créé le 10 novembre 1942 à la Marine Corps Air Station Cherry Point, en Caroline du Nord, en tant que 3ème escadron de quartier général du 3rd Marine Aircraft Wing. Il s'est déployé en avril-mai 1944 à Ewa, territoire d'Hawaï. L'escadron est désactivé le 31 décembre 1945.

### Service
L'escadron a été réactivé le 1er février 1952 au MCAS Cherry Point, Caroline du Nord, en tant qu'escadron de quartier général 3 (HS-3) du 3rd Marine Aircraft Wing. Il a été déplacé en mai 1952 à Miami, en Floride, puis à nouveau en septembre 1955 au Marine Corps Air Station El Toro, en Californie. Le HS-3 a été réaffecté en janvier 1956 au Marine Wing Headquarters Squadron 3.
Redésigné le 1er juillet 1971, l'escadron a participé à l'Opération Bouclier du désert et à l'Opération Tempête du désert, en Asie du Sud-Ouest, de septembre 1990 à mai 1991. Il a de nouveau déménagé en octobre 1998 au MCAS Miramar, en Californie.
Redésigné le 1er novembre 1999 en tant que 'Headquarters and Service Company, Marine Tactical Air Command Squadron 38, Marine Air Control Group 38, 3D Marine Aircraft Wing, US Marine Forces Pacific. Redésigné le 15 février 2002, il s'est déployé au Koweït et en Irak dans le cadre de l'Opération Iraqi Freedom  en janvier 2003 et en rotation avec le Marine Wing Headquarters Squadron 2 (en).